# Венцкайтис, Валдемарас
Валдемарас Венцкайтис (лит. Valdemaras Venckaitis, род. 4 сентября 1983 Таураге, Таурагский уезд, Литовская ССР) — литовский борец греко-римского стиля, бронзовый призёр чемпионата мира, бронзовый призёр чемпионата Европы, участник Олимпийских игр.

## Биография
Борьбой занимается с 1997 года. В 2003 году стал серебряным призёром чемпионата мира среди юниоров. Двое его младших братьев Эдгарас и Дариус — тоже занимаются греко-римской борьбой. Эдгарас — участник летних Олимпийских игр 2012 года в Лондоне и бронзовый призёр чемпионата мира 2014 года в весе до 66 кг.

## Выступления на Олимпиадах
| Соревнования                 | Сборная | Весовая категория | Место |
| ---------------------------- | ------- | ----------------- | ----- |
| Летние Олимпийские игры 2008 | Литва   | 74 кг             | 14    |

## Выступления на Чемпионатах мира
| Соревнования                  | Сборная | Весовая категория | Место  |
| ----------------------------- | ------- | ----------------- | ------ |
| Чемпионат мира по борьбе 2002 | Литва   | 66 кг             | 20     |
| Чемпионат мира по борьбе 2003 | Литва   | 66 кг             | 32     |
| Чемпионат мира по борьбе 2005 | Литва   | 74 кг             | 30     |
| Чемпионат мира по борьбе 2006 | Литва   | 74 кг             | 21     |
| Чемпионат мира по борьбе 2007 | Литва   | 74 кг             | Бронза |

## Выступления на Чемпионатах Европы
| Соревнования                    | Сборная | Весовая категория | Место  |
| ------------------------------- | ------- | ----------------- | ------ |
| Чемпионат Европы по борьбе 2002 | Литва   | 60 кг             | 27     |
| Чемпионат Европы по борьбе 2003 | Литва   | 66 кг             | 21     |
| Чемпионат Европы по борьбе 2004 | Литва   | 66 кг             | 9      |
| Чемпионат Европы по борьбе 2005 | Литва   | 66 кг             | 14     |
| Чемпионат Европы по борьбе 2006 | Литва   | 74 кг             | 22     |
| Чемпионат Европы по борьбе 2007 | Литва   | 74 кг             | Бронза |
| Чемпионат Европы по борьбе 2011 | Литва   | 74 кг             | 19     |

## Выступления на других соревнованиях
| Соревнования                                       | Сборная | Весовая категория | Место   |
| -------------------------------------------------- | ------- | ----------------- | ------- |
| Олимпийский квалификационный турнир 2004           | Литва   | 66 кг             | 8       |
| Олимпийский квалификационный турнир 2004           | Литва   | 66 кг             | 17      |
| Гран-при Германии по борьбе 2005                   | Литва   | 74 кг             | 20      |
| Чемпионат мира среди студентов 2006                | Литва   | 74 кг             | Серебро |
| Гран-при Германии по борьбе 2009                   | Литва   | 74 кг             | 10      |
| Турнир Германа Каре 2010                           | Литва   | 74 кг             | Бронза  |
| Гран-при Германии по борьбе 2010                   | Литва   | 74 кг             | Бронза  |
| Чемпионат мира по борьбе среди военнослужащих 2010 | Литва   | 74 кг             | 5       |
| Международный турнир «Cristo Lutte» 2011           | Литва   | 74 кг             | 8       |
| Мемориал Кристьяна Палусалу 2011                   | Литва   | 74 кг             | Серебро |
| Кубок Арво Хаависто 2011                           | Литва   | 74 кг             | Золото  |
| Турнир Германа Каре 2012                           | Литва   | 74 кг             | Серебро |
| Турнир Дана Колова — Никогда Петрова 2012          | Литва   | 74 кг             | 7       |
| Олимпийский квалификационный турнир 2012           | Литва   | 74 кг             | 11      |
| Олимпийский квалификационный турнир 2012           | Литва   | 84 кг             | 15      |
| Кубок Якоба Курбі 2013                             | Литва   | 74 кг             | Серебро |
| Чемпионат мира по борьбе среди военнослужащих 2014 | Литва   | 75 кг             | Бронза  |
| Гран-при Германии по борьбе 2015                   | Литва   | 75 кг             | Золото  |
| Гран-при FILA 2015                                 | Литва   | 75 кг             | 5       |
| Турнир Вехби Эмре 2015                             | Литва   | 75 кг             | 23      |